# Mara (ruska pjevačica)
Mara Vladimirovna Kana (Moskva, Rusija, 25. studenog 1978.) – ruska pop pjevačica. Autorica je nekoliko pjesama s albuma „AtakA“ pjevačice Linde, uključujući i hit „Cepi i kol'ca“ (rus.“ Цепи и кольца“) iz 2003.

## Biografija
Mara se rodila 25. studenog 1978. godine u Moskvi. Do 2000. živjela je u podmoskovskoj Ivantejevki, a zatim se preselila u Moskvu. Prema riječima rođaka, pjevati je počela s dvije godine. Na vlastitu inicijativu s 10 godina krenula je u Ivantejevsku dječju glazbenu školu gdje je odabrala gitaru. Prvu je pjesmu napisala 1989. godine. Evo kako je to sama pjevačica opisala:
"Prvu pjesmu pamtim, bila je napisana za učiteljicu prvih razreda. Pjevala sam je zajedno s dječakom iz razreda, bilo je jako dirljivo. A riječi se mogu sjetiti, no teško. To je bilo 1989., bilo je to vrlo davno."
Mara je pisala pjesme za vrijeme školovanja u glazbenoj školi, zatim za vrijeme rada u jazz ansamblu, sudjelujući u najrazličitijim natječajima za mlade. Međutim, Mara je počela razmišljati o profesionalnoj glazbenoj karijeri tek kad je njezino stvaralaštvo ocijenio profesionalni producent. Ipak, karijera nije brzo napredovala. Mara se nije obrazovala u području glazbe te je 2001. godine završila Moskovski univerzitet potrošačke zadruge u struci "Financije i kredit. Bankarstvo ". Tek je 2003. u eteru ruske radiopostaje "Naše radio" prvi put puštena njezina pjesma "Samolety (rus. "Самолёты"). Pjesma je nekoliko tjedana bila na top listi Čartova djužina. Njezin drugi singl, "Deljfiny" (rus. "Дельфины"), također se našao na top listi. Još je poznatijom postala pjesma "Holodnym mužčinam" (rus. "Холодным мужчинам"), za koju je snimljen i video spot.

## Diskografija
- Studijski albumi
  - 2003. Otkrovennost' (rus. Откровенность)
  - 2005. 220V
  - 2012. Dva mira (rus. Два мира)
- Koncertni albumi
  - 2008. Unplugged
- Singlovi
  - 2003. Samoljoty
  - 2003. Deljfiny
  - 2003. Holodnym mužčinam
  - 2004. Čo na čom (rus. Чё на чём)
  - 2005. Angel Schlesser
  - 2006. Nevzaimnaja ljubov' (rus. "Невзаимная любовь")
  - 2007. Beda (rus. Беда)
  - 2008. Kalevala (rus. Калевала)
  - 2009. Celuja serdce (rus. Целуя сердце)
  - 2010. Lotosy (rus. Лотосы)
  - 2011. Japonija (rus. Япония)
  - 2012. Golovokruženija (rus. Головокружения)
  - 2012. Dva mira (rus. Два мира)

## Videografija
- 2003. Holodnym mužčinam
- 2005. Čo na čom
- 2011. Lotosy
- 2011. Japonija
- 2012. Arktika